# Franz von Suppé
Franz von Suppé (Split, 18 de abril de 1819-Viena, 21 de mayo de 1895) fue un compositor y director de orquesta austrohúngaro romántico, autor de numerosas operetas y oberturas.

## Biografía
Franz von Suppé nació el 18 de abril de 1819 en Split (Dalmacia), descendiente de una familia belga que probablemente emigrara en el siglo XVIII. Fue pariente lejano de Gaetano Donizetti y su nombre original era Francesco Ezechiele Ermenegildo Cavaliere Suppé Demelli. Simplificó y germanizó su nombre en Viena, cuando cambió «cavaliere» por «von». Fuera de círculos germánicos, su nombre podía aparecer como Francesco Suppé-Demelli.
Suppé pasó su infancia en Zadar, hoy (Croacia), donde recibió sus primeras clases de música y compuso a una edad muy temprana. En su adolescencia, estudió flauta y armonía en Cremona. Su primera composición existente fue una Misa católica, que fue estrenada en una iglesia franciscana de Zadar en 1832. Se trasladó a Padua (Italia) a estudiar Derecho, un campo de estudio no elegido por él, aunque continuó sus estudios de música.
Finalmente, Suppé compuso más de 100 obras en el Theater in der Josefstadt, en el Carltheater de Leopoldstadt (un barrio de Viena), en el Theater an der Wien y en el teatro de Baden. Asimismo, participó en varias óperas, como en la producción de la ópera de 1846 de Giacomo Meyerbeer Les Huguenots, con Jenny Lind.
Falleció el 21 de mayo de 1895 en Viena.

## Obra
Suppé compuso cerca de 30 operetas y 180 farsas, ballets, vodeviles y otras obras. Aunque la mayoría de las óperas de Suppé han caído en el olvido, las oberturas, especialmente Mañana, tarde y noche en Viena (Morgen, Mittag und Abend in Wien), Caballería ligera (Leichte Kavallerie) y Poeta y aldeano (Dichter und Bauer), han sobrevivido y algunas de ellas han sido usadas en las bandas sonoras de películas, dibujos animados o anuncios, además de ser interpretado con frecuencia en los conciertos sinfónicos populares. Algunas de las óperas de Suppé son todavía interpretadas en Europa. Peter Branscombe escribió en el New Grove Dictionary of Music and Musicians que la obra O Du mein Österreich de Suppé es el segundo himno nacional de Austria.
Suppé mantuvo vínculos con su reino natal, Dalmacia, y de vez en cuando visitaba Split, Zadar y Šibenik. Algunas de sus obras están vinculadas con Dalmacia, en particular, en su opereta Des Matrosen Heimkehr (El retorno del marinero) la acción se desarrolla en Hvar. Después de su jubilación como director de orquesta, Suppé continuó escribiendo óperas, pero cambió su enfoque a la música sacra. También escribió un Réquiem para el director de teatro Franz Pokorny, un oratorio de réquiem Extremum Judicium, tres misas, canciones, sinfonías y oberturas de concierto.

## Obras destacadas
A continuación se muestran algunas de las composiciones más conocidas de Franz von Suppé:
- Morgen, Mittag und Abend in Wien (Mañana, tarde y noche en Viena) - 26 de febrero de 1844, Theater in der Josefstadt.
- Poeta y aldeano - 24 de agosto de 1846, Theater an der Wien.
- Das Mädchen vom Lande (gran ópera) - 7 de agosto de 1847, Viena.
- Dame Valentin, oder Frauenräuber und Wanderbursche (singspiel romántico-cómico) - 1851, Viena.
- Paragraph III (singspiel romántico-cómico) - 8 de enero de 1858, Viena.
- Das Pensionat - 24 de noviembre de 1860, Theater an der Wien.
- Die Kartenschlägerin - 26 de abril de 1862, Kai-Theatre Vienna.
- Zehn Mädchen und kein Mann - 25 de octubre de 1862, Kai-Theatre Vienna.
- Flotte Burschen - 18 de abril de 1863, Kai-Theater Vienna. Incluye un fragmento de la conocida obra Gaudeamus Igitur.
- Ópera Pique Dame - 22 de junio de 1864, Graz (Revisión de Die Kartenschlägerin).
- Die schöne Galathee (La bella Galatea, ópera cómico-mitológica) - 9 de septiembre de 1865, Carl-Theater, Viena.
- Leichte Kavallerie (Caballería ligera) - 21 de marzo de 1866, Carl-Theater, Viena.
- Banditenstreiche (Alegres bandidos, opereta cómica) - 27 de abril de 1867, Carl-Theater, Viena.
- Die Frau Meisterin - 20 de enero de 1868, Carl-Theater, Viena.
- Tantalusqualen - 3 de octubre de 1868, Carl-Theater, Viena.
- Fatinitza (ópera cómica) - 5 de enero de 1876, Carl-Theater, Viena.
- Boccaccio (opereta cómica) - 1 de febrero de 1879, Carl-Theater, Viena.
- Donna Juanita - 21 de febrero de 1880, Carl-Theater, Viena.
- Der Gascogner - 22 de marzo de 1881, Carl-Theater, Viena.
- Bellmann - 26 de febrero de 1887, Theater an der Wien, Viena.
- Die Jagd nach dem Glück - 27 de octubre de 1888, Carl-Theater, Viena.
- Marcha Oh Du mein Österreich
- Das Modell (opereta) - 4 de octubre de 1895, Viena.